# Cryptogramma crispa
Espèce
Synonymes
- Cryptogramma crispa subsp. crispa[1]
- Osmunda crispa L.[1]
- Phorolobus crispus (L.) Desv.[1]

L'Allosore crépu, la Cryptogramme crispée ou encore la Cryptogramme crépue, Cryptogramma crispa, est une espèce de fougères de la famille des Pteridaceae. C'est une plante vivace que l'on trouve surtout dans les régions montagneuses d'Europe méridionale.

## Liste des sous-espèces et variétés
Selon Tropicos (23 septembre 2019) (Attention liste brute contenant possiblement des synonymes) :
- Cryptogramma crispa subsp. acrostichoides Hultén
- Cryptogramma crispa subsp. crispa
- Cryptogramma crispa subsp. raddeana Hultén
- Cryptogramma crispa var. acrostichoides (R. Br.) C.B. Clarke
- Cryptogramma crispa var. brunoniana (Wall. ex Hook. & Grev.) Hook. & Baker
- Cryptogramma crispa var. chilensis Looser
- Cryptogramma crispa var. sinensis Christ
- Cryptogramma crispa var. sitchensis C. Chr.

## Description
15 à 25 cm de hauteur en touffes regroupant des feuilles très différentiées : certaines à limbe très découpés qui sont stériles et d'autres portent les sporanges sous la bordure enroulée des pinnules. Les feuilles se flétrissent à l'automne.

## Répartition
En Europe, elle est présente dans les montagnes (Alpes, Massif Central, Pyrénées) et les régions septentrionales.

## Habitats
Éboulis siliceux et fentes de rochers en pleine lumière. Haute montagne au-dessus de 1 200 m jusqu'à l'étage alpin.

## Protection
En France, l'espèce est protégée en Lorraine et en Limousin.
En Belgique, l'espèce est protégée légalement.